# Standbeeld van Ferdinand Hamer
Het standbeeld van Ferdinand Hamer is een gedenkteken in de Nederlandse stad Nijmegen.

## Achtergrond
Ferdinand Hamer (1840-1900) was een in Nijmegen geboren missionaris. Hij werd in 1878 in Mongolië tot bisschop gewijd. Tijdens de Bokseropstand in 1900 werd hij gevangengenomen, net als andere missionarissen van de Congregatie van het Onbevlekt Hart van Maria, waaronder de Nederlanders Joseph Dobbe , Gijsbertus Jaspers en Andreas Zijlmans. Zij werden allen tijdens de Bokseropstand gedood.
Er werd in 1901 een comité gevormd om te komen tot de oprichting van een standbeeld ter herinnering aan mgr. Hamer en zijn metgezellen. In het voetstuk zouden taferelen in reliëf moeten komen die verwijzen naar de christenvervolging in China. In het voorjaar van 1902 werd de opdracht gegund aan beeldhouwer Bart van Hove, hoogleraar aan de Rijksakademie van beeldende kunsten in Amsterdam. Vanwege de ruimtelijke plaatsing van het beeld, moet het van alle kanten een goed silhouet geven. Hamer werd daarom in Van Hoves ontwerp niet afgebeeld in zijn eenvoudige, dagelijkse kledij, maar hij draagt een bisschopsmuts en is omhangen met de cappa magna. Voor de drie metgezellen zouden portretmedaillons op de sokkel worden geplaatst. Op een aantal plaatsen werd de palmtak afgebeeld, een symbool van martelaarschap.
Het beeld werd opgericht in een middenplantsoen aan het eind van de Verlengde Molenstraat, waar Hamer was geboren, en met zijn gezicht gekeerd naar het Keizer Karelplein. De gemeenteraad herdoopte dit deel van de straat tot Bisschop Hamerstraat. Op 9 september 1902 vond de eerstesteenlegging plaats en op zondag 28 september werd het onthuld door mgr. Wilhelmus van de Ven, bisschop van het Bisdom 's-Hertogenbosch. Tijdens de feestelijkheden werd de Bisschop Hamer Cantate van Albert Roothaan uitgevoerd. Het beeld staat op een hardstenen sokkel, waarop de hoofden zijn afgebeeld van Dobbe, Jaspers en Zijlmans. 
Tussen 1949 en 1999 heeft het beeld aan de overzijde van het Keizer Karelplein gestaan, aan van de Van Schaeck Mathonsingel, omdat er plek nodig was voor tijdelijke noodwinkels.

## Beschrijving
Het 2,90 m hoge bronzen beeld toont Hamer ten voeten uit, met in zijn linkerhand een kruis. Hij is gekleed in een lang gewaad en omhangen met een cappa magna, op een hoofd draagt hij een bonnet. Aan zijn voeten is tussen twee gekruiste palmtakken het bisschopswapen geplaatst.
De bijna 4 meter hoge sokkel is gemaakt van Naamse steen. Een inscriptie aan de voorzijde luidt:

DE
NEDERLANDSCHE MARTELAREN
VAN CHIN. MONGOLIË
GEHULDIGD DOOR HET VADERLAND
28 SEPTEMBER 1902

Z.D.H.
MGR. FERDINANDUS HAMER
BISSCHOP VAN TREMITE
APOST. VIC. VAN Z.W. MONGOLIË
GEB. 21 AUG. 1840 TE NIJMEGEN
† 25 JULI 1900 BIJ TÓ TSJÉNG

Net boven het basement is een palmtak aangebracht, met de tekst "IK BLIJF, GAAT, MIJN KINDEREN. GOD ZIJ MET U"
Op de drie overige zijden zijn bronzen reliëfs geplaatst met de portretten van de paters Dobbe, Jaspers en Zijlmans, elk met hun geboorte- en overlijdensplaatsen en -data en een kruis met gekruiste palmtakken bij de overlijdensgegevens.

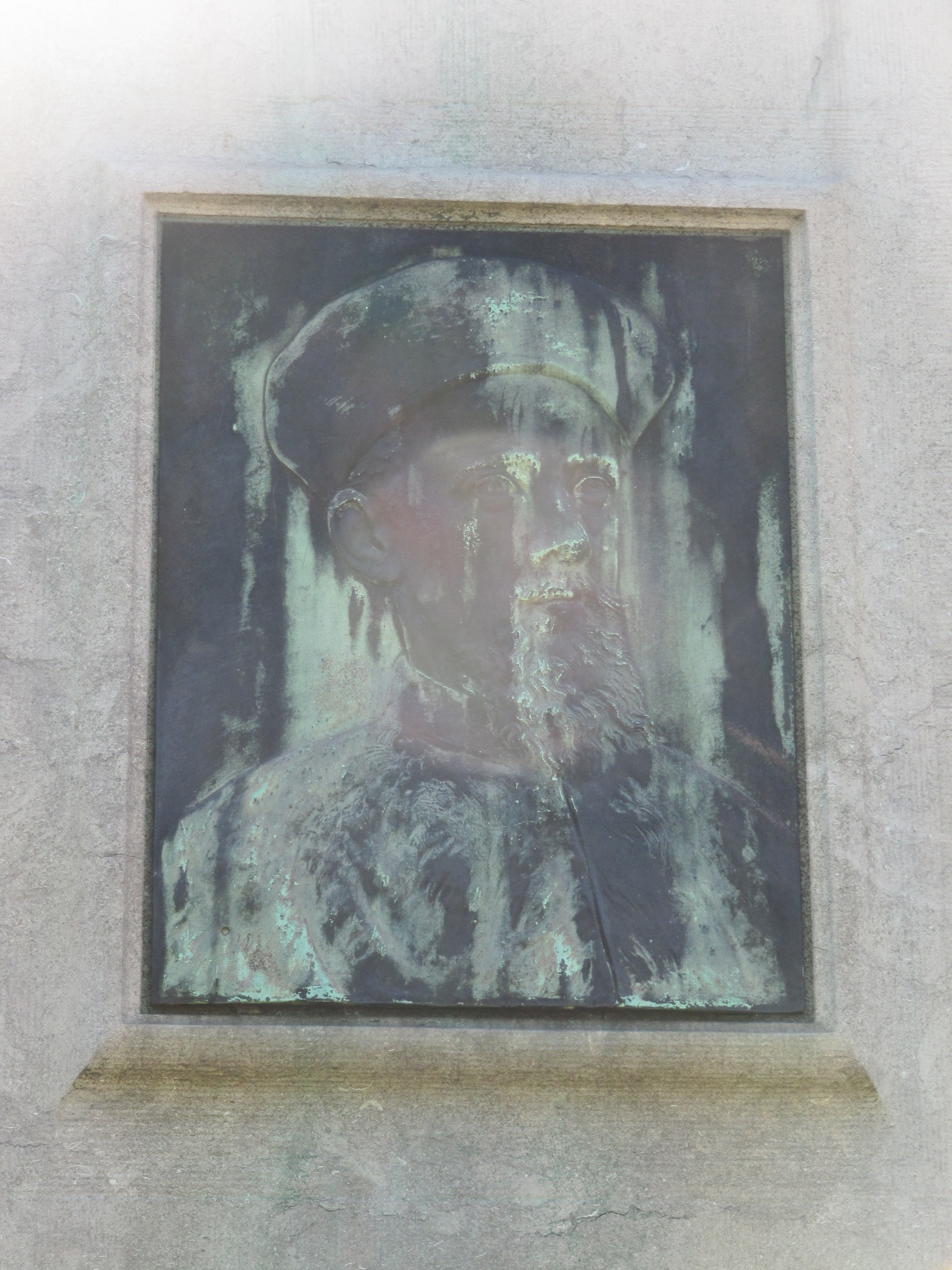
Joseph Dobbe (1864-1900)
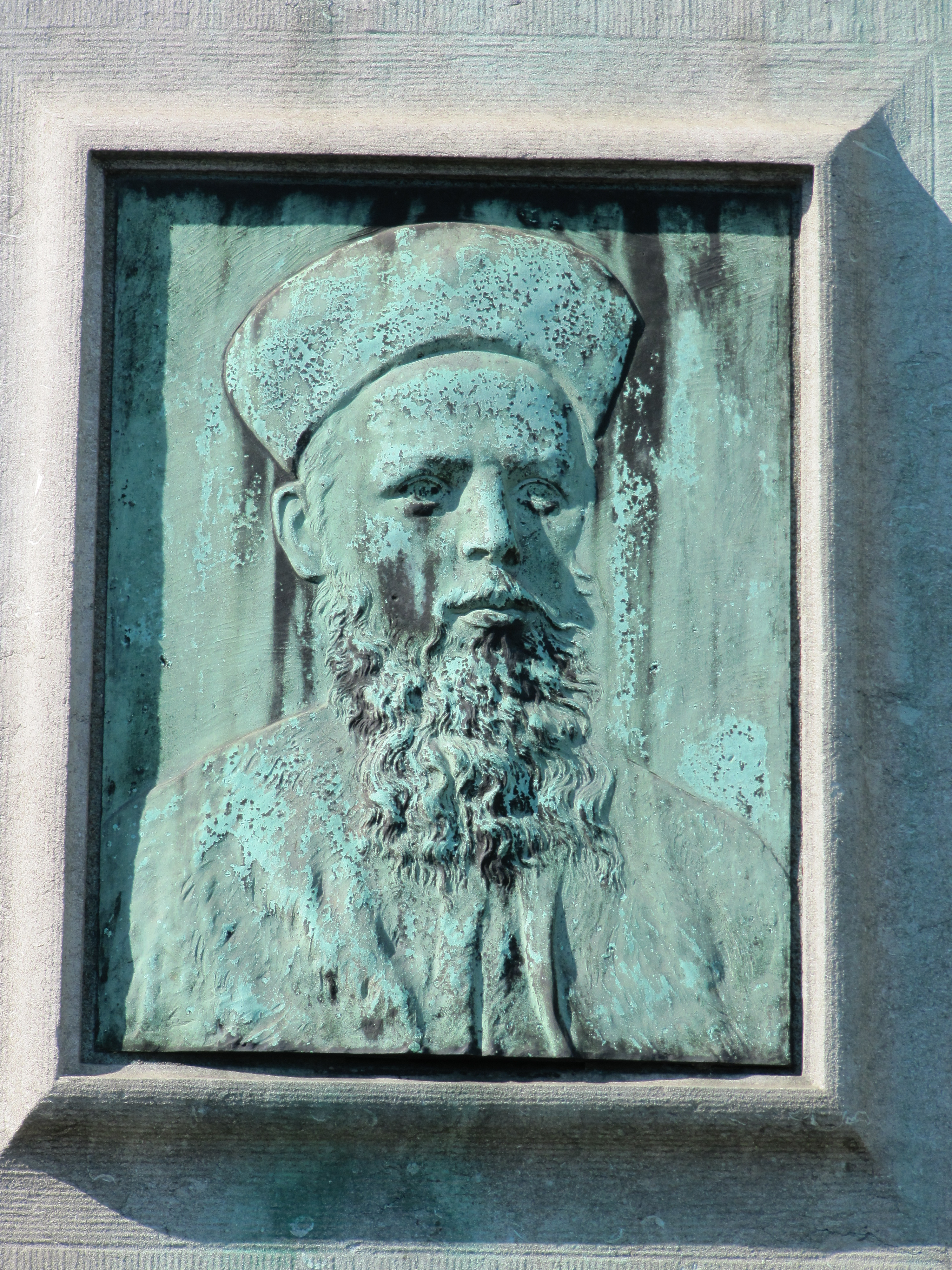
Gijsbertus Jaspers (1871-1900)
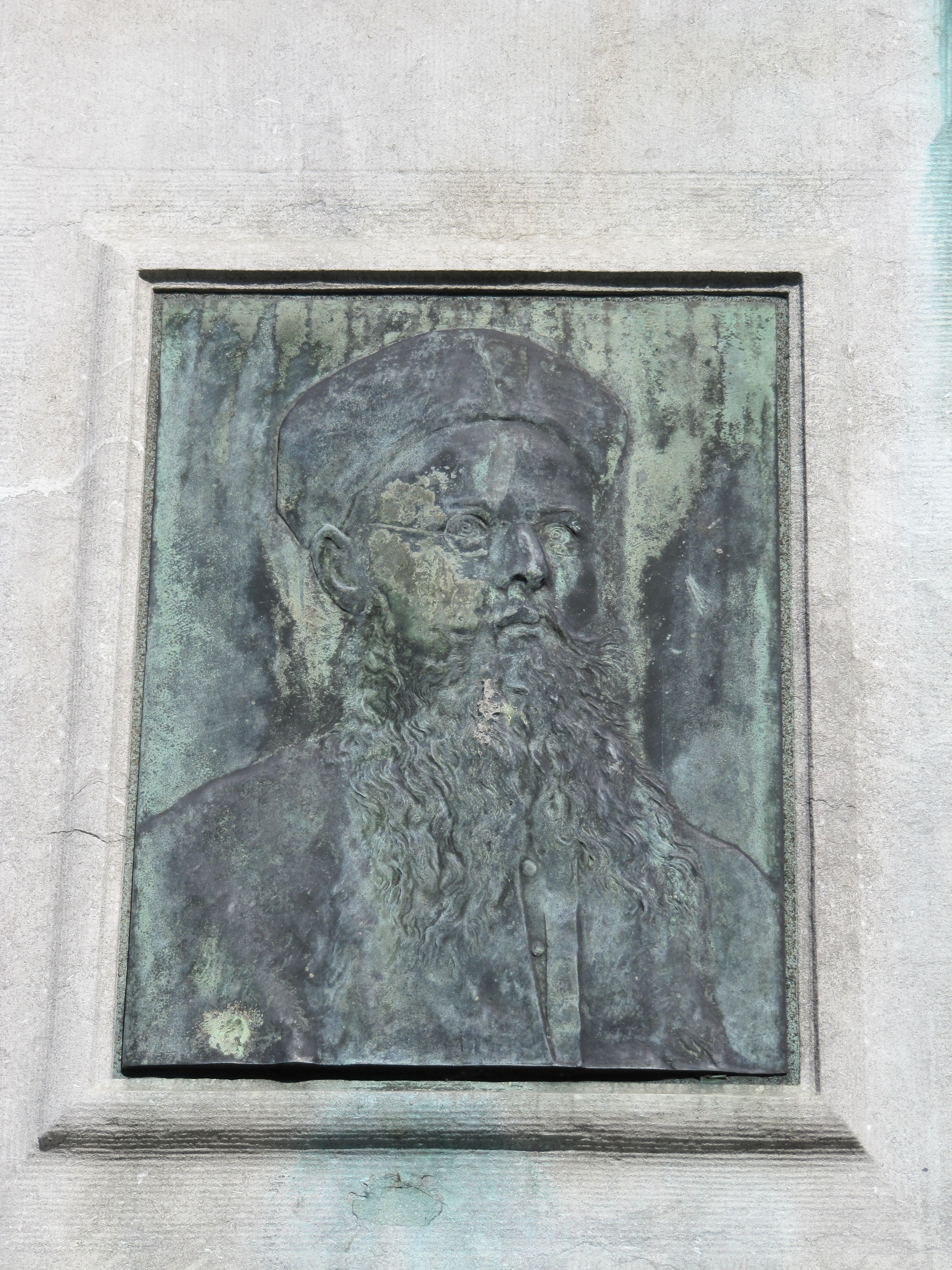
Andreas Zijlmans (1873-1900)

## Waardering
Het standbeeld werd in 2002 als rijksmonument in het Monumentenregister opgenomen, het is "van kunsthistorische waarde als gaaf en goed voorbeeld van een standbeeld uit omstreeks 1900. Het beeld valt op vanwege de idealistische heroïsche gestalte, vanwege de toepassing van portretreliëfs en vanwege de vormgeving van de sokkel met rijke, maar strenge decoratie; van stedenbouwkundige waarde vanwege de huidige ligging aan het keizer Karelplein, waar het aan de kop van het plantsoen een grote beeldbepalende waarde heeft. Voorheen had het beeld een soortgelijke plaatsing aan de Bisschop Hamerstraat; van cultuurhistorische waarde vanwege de bestemming van het monument binnen de geschiedenis van de Rooms-Katholieke missie."